# Grímur háleyski Þórisson
Grímur háleyski Þórisson (apodado el de Hålogaland n. 822) fue un vikingo noruego y uno de los primeros colonos de Borgarfjörður en Islandia. Era hijo de Þórir Gunnlaugsson (n. 796) y hermano de Hrómundur Þórisson. Según Landnámabók, Skalla-Grímr Kveldulfsson le dio tierras al sur del fiordo y ambos hermanos crecieron junto a Ingimundur Þorsteinsson, como hermanos de adopción. Grímur fue capitán del drakkar de Skalla-Grímr.

## Herencia
Se casó con Svanlaug Þormóðsdóttir (n. 826), hija de Þormóður Bresason (n. 800) de Akranes. De esa relación nacerían Helgi (n. 850) y Úlfur Grímsson de Geitlandi.